# Distrito electoral de Elkhorn (condado de Douglas, Nebraska)
Elkhorn (en inglés: Elkhorn Precinct) es un distrito electoral ubicado en el condado de Douglas en el estado estadounidense de Nebraska. En el Censo de 2010 tenía una población de 1218 habitantes y una densidad poblacional de 15,37 personas por km².

## Geografía
Elkhorn se encuentra ubicado en las coordenadas 41°21′19″N 96°14′55″O / 41.35528, -96.24861. Según la Oficina del Censo de los Estados Unidos, Elkhorn tiene una superficie total de 79.24 km², de la cual 78.42 km² corresponden a tierra firme y (1.03%) 0.82 km² es agua.

## Demografía
Según el censo de 2010, había 1218 personas residiendo en Elkhorn. La densidad de población era de 15,37 hab./km². De los 1218 habitantes, Elkhorn estaba compuesto por el 97.21% blancos, el 0.57% eran afroamericanos, el 0.08% eran amerindios, el 0.33% eran asiáticos, el 1.07% eran de otras razas y el 0.74% pertenecían a dos o más razas. Del total de la población el 1.64% eran hispanos o latinos de cualquier raza.